# دبستان دکتر علی شریعتی
دبستان دکتر علی شریعتی مربوط به دوره پهلوی است و در شهرستان قشم، بخش هرمز، جزیره هرمز واقع شده و این اثر در تاریخ ۲۷ بهمن ۱۳۸۲ با شمارهٔ ثبت ۱۰۹۲۹ به‌عنوان یکی از آثار ملی ایران به ثبت رسیده‌است.